# Epavă

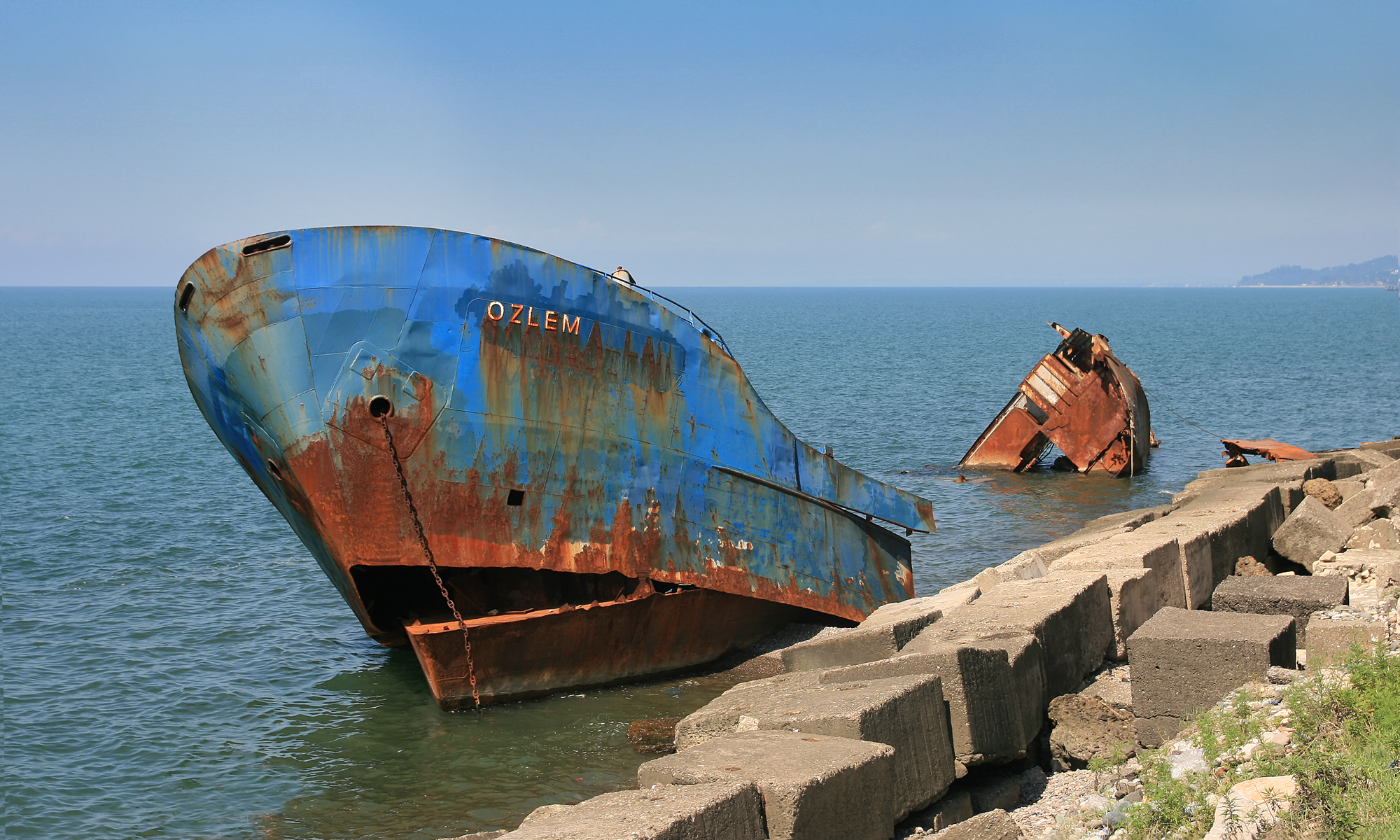
Epavă la Batumi, în Georgia

Epava (în latină rest delictus) este o navă sau un corp plutitor, fără persoane la bord, care s-a scufundat sau a eșuat și a fost abandonat, precum și orice rest al unei nave naufragiate sau un obiect oarecare, eșuat ori aruncat la uscat și al cărui proprietar nu este aparent. 
De obicei, pentru a feri navele de o coliziune, o epavă se marchează cu o geamandură instalată în apropierea sau deasupra locului unde se găsește scufundată epava. Geamandura, denumită geamandură de epavă, este piturată în culoarea verde și funcționează cu lumină verde cu sclipiri.
Conform ONU, în anul 2012, în lume existau peste trei milioane de epave, pe fundul mărilor și oceanelor, pe plaje, pe stânci sau recifuri de coral.

## Clasificarea epavelor
În funcție de acțiunea epavelor asupra desfășurării navigației maritime și în funcție de acțiunea oamenilor asupra acestora, epavele sunt clasificate în următoarele categorii:
1. epavă periculoasă – o navă sau orice alt corp plutitor, scufundat pe funduri cu adâncime mai mică de 25m. Poate fi complet acoperită cu apă sau poate avea părți care se văd la suprafața apei;
2. epavă plutitoare – orice navă, aparat, ambarcațiune sau marfă provenită din încărcătura navelor accidentate, scufundate sau eșuate, plutind pe mare la voia întâmplării;
3. epavă în derivă – o navă sau un corp plutitor părăsite, plutind în voia vânturilor și a curenților.
4. epavă scufundată – un bun de orice fel, mai greu decât apa, scufundat sau aruncat în mare;
5. epavă eșuată – orice epavă aflată pe un fund mic de mare, la coastă, pe o stâncă, pe un banc de nisip sau împotmolită în nămol, având porțiuni din corp deasupra apei;
6. epavă cartografiată – este reprezentată pe hărțile maritime de navigație cu ajutorul unor semne convenționale desenate în punctele unde s-a semnalat prezența navei;
7. epavă nepericuloasă – reprezintă epavele scufundate la adâncimi mai mari de 25m;